# Strada statale 40 (Polonia)
La strada statale 40 (sigla DK 40, in polacco droga krajowa 40) è una strada statale polacca che attraversa il Paese da Głuchołazy a Pyskowice.